# Jankovics Marcell (filmrendező)
Jankovics Marcell (Budapest, 1941. október 21. – Budapest, 2021. május 29.) a Nemzet Művésze címmel kitüntetett, Kossuth- és Balázs Béla-díjas magyar rajzfilmrendező, grafikus, könyvillusztrátor, kultúrtörténész, író, politikus. 1998-tól 2000-ig, majd 2010. augusztus 1. és 2011. október 15. között a Nemzeti Kulturális Alap Bizottságának elnöke volt.

## Életpályája
Apja Jankovics Marcell (1906–1970) banktisztviselő, anyja Bartha Margit (1906–1981?), nagyapja Jankovich Marcell (1874–1949) író, politikus, ügyvéd volt. Nővére Jankovics Eszter (1934). Felesége Rubovszky Éva (1945) magyar–perzsa szakos bölcsész.
Apjukat 1950-ben koholt vádak alapján letartóztatták, és életfogytiglani kényszermunkára ítélték. '56-ban kiszabadították; a forradalom leverése után felügyelettel szabadlábon maradhatott.
Közben családját 1951-ben kitelepítették, ahonnan csak 1953-ban térhettek vissza. A gyermek Marcell 1955-től a Pannonhalmi Bencés Gimnáziumba járt, ott is érettségizett.
1959–60-ban segédmunkásként dolgozott, majd a Pannónia Filmvállalathoz (ma Pannóniafilm Kft.) került, ahol fázisrajzolóként kezdett. 1965-ben rendezőnek nevezték ki, majd három évig, 1968-ig Dargay Attilával és Nepp Józseffel közösen készítették a nagy sikerű Gusztáv című rajzfilmsorozatot.
1971–72-ben a Kisképzőben tanított animációt. 1973-ban a Hanna-Barbera megvásárolta a János vitéz című rajzfilmje amerikai forgalmazási jogát, ám azt nem mutatták be Amerikában. A Sisyphus c. munkáját 1974-ben Oscar-díjra jelölték.
Küzdők c. alkotásával 1977-ben elnyerte a cannes-i fesztivál legjobb rövidfilmnek járó Arany Pálma-díját. Az akkori kultúrpolitika jellemző epizódjaként Jankovics helyett mást küldtek ki a díj átvételére. 1981-től pedig az Iparművészeti Főiskolán tanított szintén animációt. Két évvel később elkészült Az ember tragédiájának animációs film forgatókönyve.
1994-ben a Magyar Művészeti Akadémia tagja lett, majd két évvel később kinevezték a Pannóniafilm Kft. ügyvezető igazgatójává. Még ugyanebben az évben megpályázta a Duna Televízió elnöki posztját, sikertelenül. A következő évben a Magyar Iparművészeti Egyetem DLA tudományos fokozattal rendelkező egyetemi magántanára lett.
1998–2002 között, majd 2010. augusztus 1. és 2011. október 15. között a Nemzeti Kulturális Alap Bizottsága, 1998-tól a Magyar Művelődési Társaság elnöke volt. 2003-tól a Fidesz Kulturális Tagozatának elnökségi tagja volt.

## Művei (válogatás)

### Rendezései

#### Egész estés animáció
1. Toldi (2022)
2. Az ember tragédiája (2011)
3. Ének a csodaszarvasról (2002)
4. Fehérlófia (1981)
5. János vitéz (1973)

#### Tévésorozat
1. Toldi (2021)
2. Mondák a magyar történelemből (1986)
3. Magyar népmesék (1980–2012)
4. Mézga Aladár különös kalandjai (1973)
5. Üzenet a jövőből – A Mézga család különös kalandjai (1970)
6. Gusztáv (1964–1979)

#### Rövidfilm
1. Arcmás – Imago (2014)
2. Prometheus (1992)
3. Küzdők (1977)
4. Sisyphus (1974)
5. Az élet vize (1971)
6. Mással beszélnek (1971)
7. Mélyvíz (1970)
8. Hídavatás (1969)
9. Álmok szárnyán – Air India (1968)
10. Tendenciák (1967)

#### Egyéb
1. Lúdas Matyi (1976) (figuratervező)

### Könyvek
- A népmesék és a csillagos ég; Pannonia Filmstúdió, Budapest, 1980
- „Csillagok között fényességes csillag”. A Szent László-legenda és a csillagos ég; Képzőművészeti, Bp., 1987
- Jelkép-kalendárium (1988) [11]
- A fa mitológiája (1991) [12]
- Ahol a madár se jár. Hét év tizenkét tanulmánya; Pontifex, Debrecen, 1996
- A Nap könyve (1996) [13]
- Jelkép-kalendárium; bőv., átdolg. kiad.; Csokonai, Debrecen, 1997
- „Mély a múltnak kútja...”. Gondolatok a kultúráról; Csokonai, Debrecen, 1998[14]
- Fehérlófia. Magyar népmese; Arany László feldolgozása alapján; General Press, Bp., 2003
- A szarvas könyve (2004)
- „Hívő vagyok anyám méhétől fogva”. Jankovics Marcellal beszélget Kovács Zsolt; Kairosz, Bp., 2005 (Miért hiszek?)
- „Csillagok között fényességes csillag”. A Szent László-legenda és a csillagos ég; fotó Méry Gábor; Helikon–Méry Ratio, Bp.–Šamorin, 2006
- Lékiratok I–II. (2007)
- A kassai Szent Erzsébet-dóm; Méry Ratio, Šamorín, 2007 (angolul és szlovákul is)
- A lőcsei Szent Jakab templom szárnyasoltárai; Méry Ratio, Somorja, 2007 (angolul és szlovákul is)
- 3+1. A négy évszak szimbolikája. Fejezetek A számok könyvéből; Csokonai, Debrecen, 2008
- A bártfai Szent Egyed-bazilika; Méry Ratio, Šamorin, 2009 (angolul és szlovákul is)
- „Jessze szent gyökere lett erős fává”. Amiről a gyöngyöspatai Jessze fája oltár regél; Napkút, Bp., 2009 (Káva téka)
- Képregények; forgatókönyv Cs. Horváth Tibor; Gar-Wind Bt., Ócsa, 2010 (Fekete fehér képregénymúzeum)
- A szepeshelyi Szent Márton-székesegyház; Méry Ratio, Šamorín, 2010 (angolul és szlovákul is)
- Madách Imre: Az ember tragédiája; Jankovics Marcell animációs filmváltozatának képeivel; Akadémiai, Bp., 2011
- A szepesszombati Szent György-templom; Méry Ratio, Šamorín, 2011 (angolul és szlovákul is)
- A bakabányai Szent Miklós-templom; Méry Ratio, Šamorín, 2012
- A késmárki Szent Kereszt-bazilika; Méry Ratio, Šamorín, 2013
- Mese, film és álom. Emlékezem 1–2.; Csokonai, Debrecen, 2013
- St. Elisabeth's Cathedral, Košice; angolra ford. Frank Orsolya; Méry Ratio, Šamorín, 2013
- Lékiratok; átdolg. kiad.; Helikon, Bp., 2014
- Szmrecsány Szűz Mária-temploma; fotó Méry Gábor; Méry Ratio, Šamorín, 2014
- Képes bibliai történetek. Egy töredékben maradt film képeskönyve; Akadémiai, Bp., 2015
- Kisszeben Keresztelő Szent János-temploma; Méry Ratio, Šamorín, 2015
- A vizuális nevelésről; Akadémiai, Bp., 2015
- Nagyőr Szent Anna-temploma; Méry Ratio, Šamorín, 2016
- Héthárs Szent Márton-temploma; Méry Ratio, Šamorín, 2017
- Kakaslomnic Szent Katalin-temploma; fotó Méry Gábor, szöveg Jankovics Marcell; Méry Ratio, Šamorín, 2018
- Jankovics Marcell. Képpraxisok 2. / Image praxes 2. Műcsarnok, Budapest, 2019; kurátor Fazakas Réka, Medve Mihály, szöveg Orosz István; Műcsarnok, Bp., 2019
- Trianon; angolra ford. Katona József Álmos, Szabó Zsuzsanna; Méry Ratio, Bp., 2019
- A népmesék és a csillagos ég; szerk. Rubovszky Éva; 2. kiad.; Méry Ratio, Budapest, 2022

#### Társszerzőkkel
- Jelképtár (1990)
- Csodakút. Népmese, beavatás, álomfejtés, Napút, mélylélektan, ezotéria. Tanulmányok a népmeséről (1994)
- Égforgató csodagyűrű (Mirtse Zsuzsa mesekönyvének illusztrálása) (Méry Ratio Kiadó, 2004)
- A lőcsei Szent Jakab templom szárnyasoltárai (Méry Gábor–Jankovics Marcell díszalbuma) (2007)
- Lovagkór (Mirtse Zsuzsa könyvét tusrajzokkal illusztrálta, a kötet a Méry Ratio kiadó gondozásában jelent meg, 2007)

## Az ember tragédiája film
Az ember tragédiája c. Madách‑műnek a rajzfilmváltozatáért 2012-ben megkapta a Magyar Újságírók Országos Szövetségének díját, a filmet több mint 20 000-en látták a magyar mozikban. A teljes művet a forgatókönyv 1983-as megírása után 28 évvel, 2011. november 27-én mutatták be az Uránia Nemzeti Filmszínházban, Budapesten. (Részleteiben látni lehetett korábban, többek között a Duna Televízióban, a Magyar Tudományos Akadémián). Az ember tragédiáját világ különböző pontjain vetítették, többek között bemutatták Krakkóban, Portugáliában, Los Angelesben és Kanadában is.

## Főbb díjai
„32 díjat nyertem, amiből egyet vehettem át személyesen.” (Jankovics Marcell)
- Oscar-díjra jelölés Sisyphus c. filmért (1975)
- Balázs Béla-díj (1974)
- Arany Pálma díj a Küzdők c. filmjéért (1977)
- Kossuth-díj (1978)
- Ifjúsági Díj (1982)
- Érdemes művész (1984)
- Minden idők legjobb rajzfilmje díja (Los Angeles) a Fehérlófia c. filmjéért (1984)
- Életfa díj (1988)
- A Magyar Köztársasági Érdemrend középkeresztje (1998)
- Prima Primissima díj (2007)
- Hegyvidék díszpolgára (2008)
- Leonardo da Vinci-díj (2009)
- Kölcsey-emlékplakett (2010)
- Madách-díj (2012)
- A Magyar Érdemrend középkeresztje a csillaggal (2013)[17]
- Magyar Örökség díj (2013)
- A Nemzet Művésze (2014)
- Pro Urbe Budapest díj (2020)[18]
- CineFest Miskolci Nemzetközi Filmfesztivál életműdíja (2021)[19]